# Angüés
Angüés ist ein spanischer Ort und eine Gemeinde (Municipio) in den Pyrenäen mit 364 Einwohnern (Stand: 2024). Sie liegt in der Provinz Huesca der Autonomen Gemeinschaft Aragonien. Neben dem Ort Angüés gehören noch die Siedlungen Velillas und Bespén zur Gemeinde. 

## Lage
Angüés liegt etwa 28 Kilometer ostsüdöstlich von Huesca. Durch die Gemeinde führt die Autovía A-22.

## Sehenswürdigkeiten
- Iglesia de la Purificación de Nuestra Señora in Angüés (Marienkirche)
- Iglesia de San Bartolomé in Velillas (Bartholomäuskirche)
- Iglesia de San Juan Evangelista in Bespén
- Ermita de Nuestra Señora del Pilar in Bespén

## Bevölkerung
| Jahr      | 1900  | 1910  | 1930 | 1940 | 1950 | 1960 | 1970 | 1981 | 1992 | 2001 | 2011 | 2020 |
| --------- | ----- | ----- | ---- | ---- | ---- | ---- | ---- | ---- | ---- | ---- | ---- | ---- |
| Einwohner | 1.031 | 1.022 | 809  | 702  | 688  | 605  | 616  | 678  | 504  | 441  | 439  | 353  |